# Nothing More/Diskografie
Diese Diskografie ist eine Übersicht über die musikalischen Werke der US-amerikanischen Alternative-Metal-Band Nothing More. Ihre erfolgreichste Veröffentlichung ist das fünfte Studioalbum The Stories We Tell Ourselves, das Platz 15 der US-amerikanischen Albumcharts erreichte. Den Schallplattenauszeichnungen zufolge hat sie bisher mehr als 500.000 Tonträger verkauft.

## Alben

### Studioalben
| Jahr | Titel Musiklabel                                 | Höchstplatzierung, Gesamtwochen, AuszeichnungChartsChartplatzierungen (Jahr, Titel, Musiklabel, Platzierungen, Wochen, Auszeichnungen, Anmerkungen) | Anmerkungen                                                                       |
| Jahr | Titel Musiklabel                                 | US | Anmerkungen                                                                       |
| ---- | ------------------------------------------------ | --- | --------------------------------------------------------------------------------- |
| 2004 | Shelter Eigenverlag                              | — | Erstveröffentlichung: 1. August 2004                                              |
| 2007 | Save You / Save Me Vestia Entertainment          | — | Erstveröffentlichung: 5. Januar 2007                                              |
| 2009 | The Few Not Fleeting Vestia Entertainment        | — | Erstveröffentlichung: 21. Februar 2009                                            |
| 2013 | Nothing More Arms Division                       | US33 (3 Wo.)US | Erstveröffentlichung: 11. Juni 2013 Wiederveröffentlichung 2014 über Eleven Seven |
| 2017 | The Stories We Tell Ourselves Eleven Seven Music | US15 (1 Wo.)US | Erstveröffentlichung: 15. September 2017                                          |
| 2022 | Spirits Better Noise Music                       | — | Erstveröffentlichung: 14. Oktober 2022                                            |
| 2024 | Carnal Better Noise Music                        | US153 (… Wo.)US | Erstveröffentlichung: 28. Juni 2024                                               |

### Kompilationen
| Jahr | Titel Musiklabel    | Anmerkungen                        |
| ---- | ------------------- | ---------------------------------- |
| 2006 | Vandura Eigenverlag | Erstveröffentlichung: 11. Mai 2006 |

### EPs
| Jahr | Titel Musiklabel              | Anmerkungen                         |
| ---- | ----------------------------- | ----------------------------------- |
| 2005 | Madhatter’s Bliss Eigenverlag | Erstveröffentlichung: 12. Juli 2005 |

## Singles
| Jahr | Titel Album                             | Höchstplatzierung, Gesamtwochen, AuszeichnungChartsChartplatzierungen (Jahr, Titel, Album, Platzierungen, Wochen, Auszeichnungen, Anmerkungen) | Anmerkungen                                             |
| Jahr | Titel Album                             | Rock | Anmerkungen                                             |
| ---- | --------------------------------------- | --- | ------------------------------------------------------- |
| 2014 | This Is the Time (Ballast) Nothing More | Rock30 (15 Wo.)Rock | Erstveröffentlichung: 11. März 2014                     |
| 2015 | Jenny Nothing More                      | Rock31 (17 Wo.)Rock | Erstveröffentlichung: 6. April 2015                     |
| 2015 | Here’s to the Heartache Nothing More    | Rock46 (2 Wo.)Rock | Erstveröffentlichung: 13. Oktober 2015                  |
| 2017 | Go to War The Stories We Tell Ourselves | Rock23 Gold · (20 Wo.)Rock | Erstveröffentlichung: 23. Juni 2017 Verkäufe: + 500.000 |

Weitere Singles
| Jahr | Titel                                   | Album                         |
| ---- | --------------------------------------- | ----------------------------- |
| 2009 | Gone                                    | The Few Not Fleeting          |
| 2009 | Waiting on Rain                         | The Few Not Fleeting          |
| 2014 | Mr. MTV                                 | Nothing More                  |
| 2017 | Do You Really Want It?                  | The Stories We Tell Ourselves |
| 2018 | Just Say When                           | The Stories We Tell Ourselves |
| 2018 | Let ’em Burn                            | The Stories We Tell Ourselves |
| 2022 | Turn It Up Like (Stand in the Fire)     | Spirits                       |
| 2022 | Tired of Winning                        | Spirits                       |
| 2022 | Spirits                                 | Spirits                       |
| 2024 | If It Doesn’t Hurt                      | Carnal                        |
| 2024 | House on Sand (feat. Eric Vanlerberghe) | Carnal                        |
| 2024 | Angel Song (feat. David Draiman)        | Carnal                        |
| 2025 | We’re All Gonna Die                     | Carnal (Deluxe Edition)       |

## Musikvideos
| Jahr | Titel                               | Regie                 |
| ---- | ----------------------------------- | --------------------- |
| 2014 | This Is the Time (Ballast)          | Frankie Nasso         |
| 2014 | Mr. MTV                             | Sean McLeod           |
| 2015 | Jenny                               | Jonny Hawkins         |
| 2015 | Here’s to the Heartache             | Josh Sobel            |
| 2017 | Go to War                           | Wayne Isham           |
| 2017 | Don’t Stop                          |                       |
| 2017 | Do You Really Want It?              | Frankie Nasso         |
| 2018 | Just Say When                       | Daniel Cummings       |
| 2018 | Let ’em Burn                        | Ben Roberds           |
| 2019 | Fade In / Fade Out                  | Stephen Wayne Mallett |
| 2022 | Turn It Up Like (Stand in the Fire) | Robyn August          |
| 2022 | Tired of Winning                    | Robyn August          |
| 2022 | You Don’t Know What Love Means      | Robyn August          |
| 2022 | Best Time                           | Robyn August          |
| 2023 | Best Time (feat. Lacey Sturm)       | Michael Lombardi      |
| 2024 | Angel Song (feat. David Draiman)    | Orie McGinness        |
| 2024 | Stuck (feat. Sinizter)              | Christian Lawrence    |

## Statistik

### Chartauswertung
|                     | US    |
| ------------------- | ----- |
| Nummer-eins-Alben   | US—US |
| Top-10-Alben        | US—US |
| Alben in den Charts | US3US |

|                       | Rock      |
| --------------------- | --------- |
| Nummer-eins-Singles   | Rock—Rock |
| Top-10-Singles        | Rock—Rock |
| Singles in den Charts | Rock4Rock |

### Auszeichnungen für Musikverkäufe
Anmerkung: Auszeichnungen in Ländern aus den Charttabellen bzw. Chartboxen sind in ebendiesen zu finden.
| Land/RegionAuszeichnungen für Musikverkäufe (Land/Region, Auszeichnungen, Verkäufe, Quellen) | Gold  | Platin | Verkäufe | Quellen  |
| -------------------------------------------------------------------------------------------- | ----- | ------ | -------- | -------- |
| Vereinigte Staaten (RIAA)                                                                    | Gold1 | —      | 500.000  | riaa.com |
| Insgesamt                                                                                    | Gold1 | —      |          |          |